# Per Andersson i Koldemo
Per Andersson (i riksdagen kallad Andersson i Koldemo), född 14 februari 1876 i Arbrå församling, Gävleborgs län, död där 4 februari 1944, var en svensk hemmansägare och riksdagsman (bondeförbundet).
Andersson var ägare till hemmanet Koldemo i Gävleborgs län. Han var även politiker och ledamot av riksdagens första kammare från 1922 till sin död 1944, invald i Gävleborgs läns valkrets.